# نوام كوهن
نوام كوهن (بالعبرية: נעם כהן‏) هو لاعب كرة قدم إسرائيلي في مركز الدفاع، ولد في 6 يناير 1999 في موديعين-مكابيم-ريعوت في إسرائيل.

## وصلات خارجية
- نوام كوهن على موقع قاعدة بيانات كرة القدم.إي يو (الإنجليزية)
- نوام كوهن على موقع Soccerway.com (الإنجليزية)
- نوام كوهن على موقع عالم كرة القدم.نت (الإنجليزية)